# Óscar Gil (Fußballspieler, 1995)
Óscar Gil Osés (* 14. Juni 1995 in Peralta) ist ein spanischer Fußballspieler.

## Karriere
Gil begann seine Karriere bei Athletic Bilbao. Im August 2012 spielte er erstmals für das Farmteam CD Baskonia in der Tercera División. Im Oktober 2013 debütiert er für Athletic Bilbao B in der Segunda División B. Mit Bilbao B konnte er 2014/15 in die Segunda División aufsteigen. Sein Debüt in der Segunda División gab er am ersten Spieltag der Saison 2015/16 gegen den FC Girona. Mit Bilbao B musste er zu Saisonende als Tabellenletzter wieder in die Segunda División B absteigen.
Zur Saison 2016/17 wurde er in den Erstligakader von Athletic Bilbao hochgezogen. Im August 2016 wurde er an den Zweitligisten Real Oviedo verliehen.
Im August 2018 wechselte er zum Drittligisten Racing Santander. Mitte Januar 2020 wurde er für den Rest der Saison an Atlético Baleares in der Segunda División B, der dritthöchsten spanischen Liga, ausgeliehen. Er bestritt vier der sieben möglichen Ligaspiele bis zum Abbruch der Saison infolge der Covid-19-Pandemie sowie das in den Juli 2020 verlegte Finalspiel um die Meisterschaft und das Halbfinale um den Aufstieg. (Beide Spiele gingen für Atlético verloren, so dass der Verein nicht aufstieg.) Die Ausleihe war bis zum Abschluss dieser Spiele verlängert wurden.
In der Folgesaison gehörte er wieder zum Kader von Santander. Insgesamt bestritt er 52 Ligaspiele für Santander in der 3. Liga. In der Saison 2019/20, in der Santander in der 2. Liga spielte, kam er bis zu seiner Ausleihe nur zu einem Spiel. Dazu kommen sieben Pokalspiele.
Im Juli 2021 wechselte er zum SD Amorebieta in der Segunda División, der zweithöchsten spanischen Liga. Eine Saison später verpflichtete ihn CD Castellón.